# Norbert Engelhard
Norbert Engelhard (* 1790; † nach 1852) war ein preußischer Kreissekretär und 1848/1849 auftragsweise Landrat des Kreises Geldern.

## Leben
Norbert Engelhard war von 1816 bis ca. 1852 Kreissekretär des Kreises Geldern. Nach dem Tod von Landrat Friedrich von Eerde wurde Engelhard auftragsweise vom 22. Dezember 1848 bis zum 15. Dezember 1849 mit den Amtsgeschäften als Landrat des Kreises Geldern betraut.